# كرار عامر
كَرَّار عَامِر (16 أكتوبر 1994) هو لاعب كرة قدم عراقي، يلعب في مركز قلب دفاع لنادي النجف في الدوري العراقي الممتاز، على سبيل الإعارة من نادي الشرطة.

## مهنة دولية
في 23 سبتمبر 2022، خاض أول مباراة دولية له مع العراق ضد عمان في بطولة الأردن الدولية 2022.

## الإنجازات

### النادي
الشرطة
- الدوري العراقي الممتاز: 2021–22
- كأس السوبر العراقي: 2022

## روابط خارجية
- كرار عامر على موقع قاعدة بيانات كرة القدم.إي يو (الإنجليزية)
- كرار عامر على موقع Soccerway.com (الإنجليزية)